# Stanik István
Stanik István (Köröskisjenő, 1954. december 17. –) erdélyi magyar újságíró, szerkesztő.

## Életútja, munkássága
Középiskoláit Nagyváradon, az Ady Endre Líceumban végezte (1972), újságírói szakdiplomát a bukaresti Ştefan Gheorghiu Akadémián szerzett (1985). Előtte szakmunkás, gyakorlati oktató volt, 1985-től a nagyváradi Fáklya belső munkatársa 1988-ig, amikor eltávolították a sajtóból; ezután a féregtelenítő segédmunkás. 1989 decemberében a Nemzeti Megmentési Front Bihar megyei vezetőségének tagja lesz, 1990-től szerkesztőként, kiadóként, sajtóvállalkozóként számos nagyváradi, később országos újság létrehozásában, arculatának kialakításában játszik szerepet: főszerkesztője a Bihari Naplónak (1990–1991), főszerkesztője (1990) és felelős kiadója (1991, 1993–1994) a Kelet–Nyugatnak (1990) és az Erdélyi Naplónak (1991–1995), felelős szerkesztője a Média (1992) c. heti sajtószemlének, alapító felelős szerkesztője a Krónika országos napilapnak, főszerkesztője az Erdélyi Riportnak (2002–2004), 2005-től vezetése alatt indul újra az Romániai Magyar Szó utódja az Új Magyar Szó. 2007-től tagja a Román Televízió Igazgatótanácsának. 2007 és 2014 között főszerkesztője majd főmunkatársa a közszolgálati rádió (Román Rádió) Nemzetiségi Szerkesztőségének.
Riportjai, publicisztikai írásai, rádióműsorai az általa szerkesztett, ill. vezetett lapokban és rádióadókban jelentek meg.
Alapító tagja és 1990–1996 között alelnöke a Magyar Újságírók Romániai Egyesületének.1993-ban alapítója és első igazgatója volt a nagyváradi Ady Endre Sajtókollégiumnak. Főszerkesztője a Romániai magyar ki kicsoda (Nagyvárad, 1996) és az Erdélyi magyar ki kicsoda 2000. és 2010. évi kiadásainak. 2005-ben kommunikációs tanácsadója az RMDSZ Elnöki Hivatalának és Markó Béla miniszterelnök-helyettesnek.
Jelenleg független média-kommunikációs tanácsadó.

## Díjak, elismerések
Munkásságát 2003-ban az EMKE Spectator-díjával, 2006-ban Sajtószabadság-díjjal ismerték el.